# LAV-25
LAV-25 Coyote (англ. LAV-25 — Light Armored Vehicle — легка броньована машина) — канадська бойова розвідувальна машина, що перебуває на озброєнні сухопутних військ Канади та корпусу морської піхоти США. Створена на базі швейцарського бронетранспортера MOWAG Piranha I 8×8.

## Модифікації

### LAV-AT
Протитанковий варіант БТР LAV-25 був розроблений в 1988 році, він спочатку оснащувався установкою ПТРК TOW з боєкомплектом 16 ракет. Згодом на озброєння була прийнята модифікація M901 з TOW-2 з аналогічно першому варіанту боєкомплектом. Бойова вага — 12,26 тонн.
Екіпаж LAV-AT складається з чотирьох осіб, включаючи командира, навідника, заряджаючого та водія. БТР має можливість працювати і в нічний час доби і експлуатуватися за будь-яких погодних умов. Додатково машина озброєна 7,62-мм кулеметом з боєкомплектом у 1000 патронів, який використовується для самооборони.

## Оператори

### США
Корпус морської піхоти США застосував протитанковий варіант БТР LAV-AT, оснащений протитанковим ракетним комплексом TOW-2, на навчаннях «Сі Бриз — 2021».

## Відео
- LAV-25: танк, получивший славу на Афганской войне [Архівовано 1 лютого 2014 у Wayback Machine.] (укр.)
- Украинский БТР 3У и американский БТР ЛАВ 25.Учения в ОАЭ. [Архівовано 27 червня 2014 у Wayback Machine.]
- Canadian LAV 25mm Taliban Engagement [Архівовано 27 червня 2014 у Wayback Machine.]
- USMC Light Armored Vehicle-25 (LAV-25) [Архівовано 6 березня 2014 у Wayback Machine.]